# Propagandapostkarte

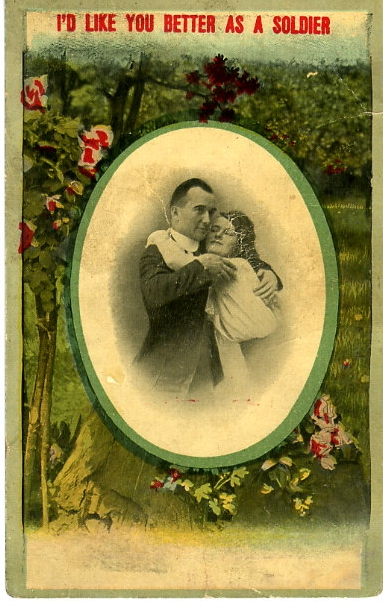
„I'd like You better as a soldier“. Britische Militärpropagandapostkarte 1917

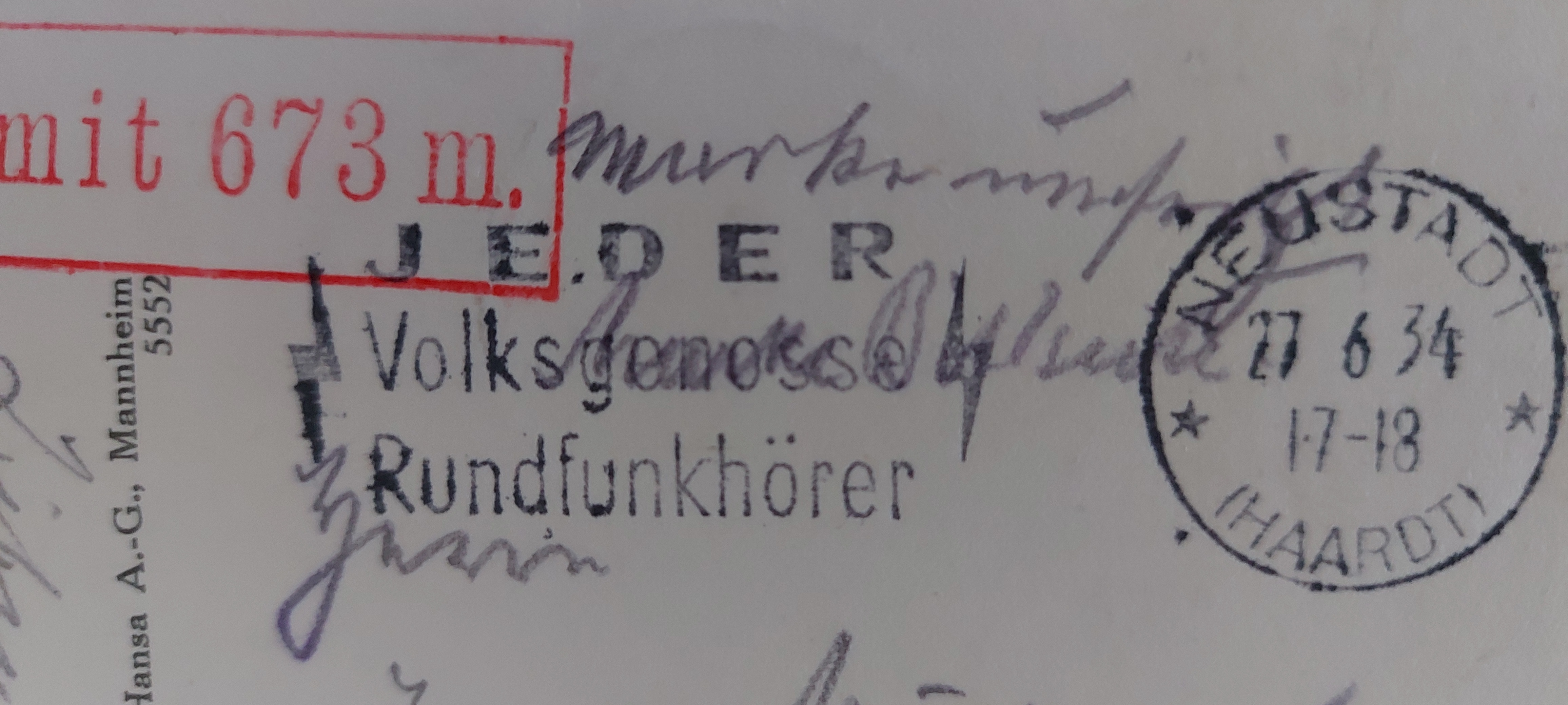
Propagandastempel auf Ansichtskarte

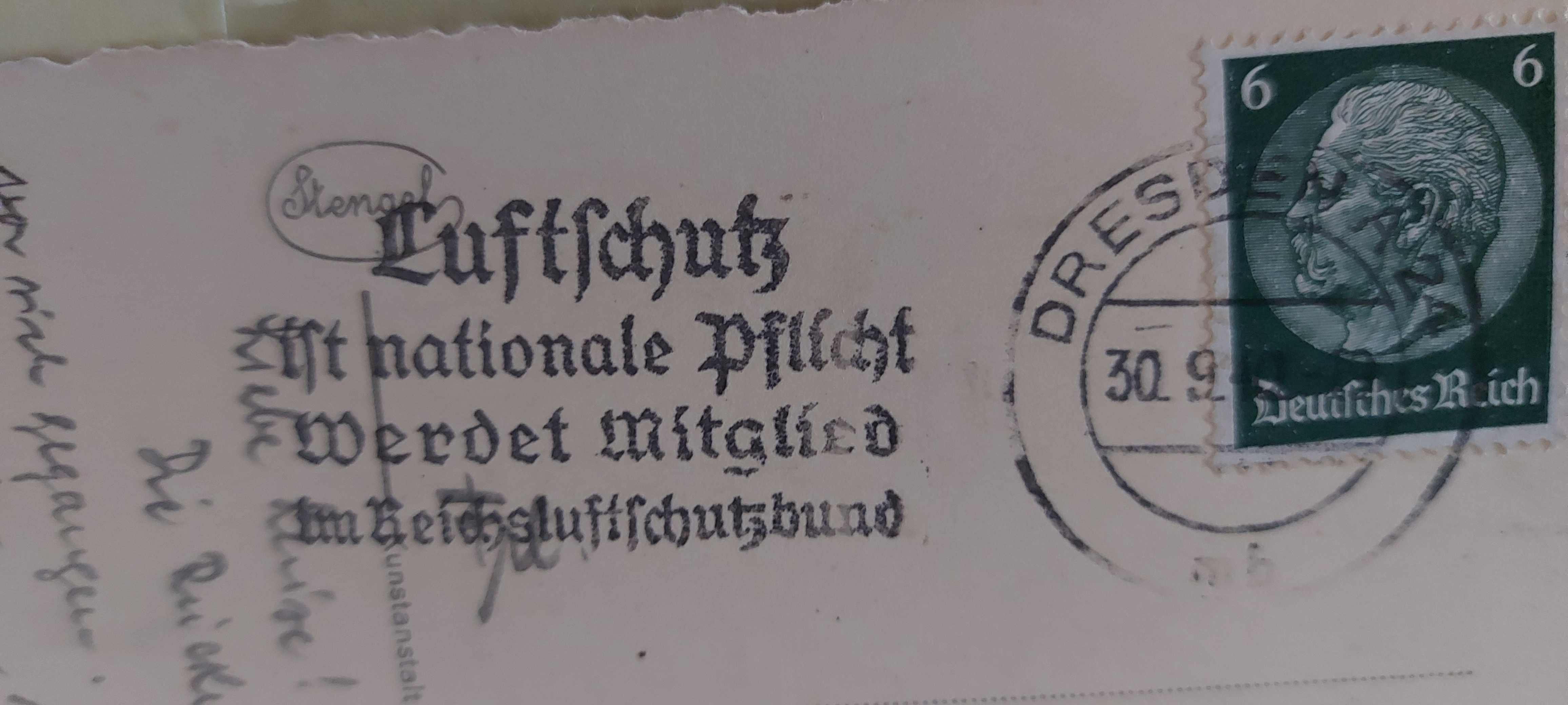
Propagandastempel 1940 auf Ansichtskarte

Eine Propagandapostkarte ist eine Ansichtskarte oder Ganzsachenpostkarte, welche die Stimmung der Bevölkerung ideologisch oder politisch beeinflussen sollte. Der Stil der Karten ist extremistisch, chauvinistisch, diskriminierend, rassistisch, kriegsverherrlichend oder nationalistisch. Teilweise wurden sie nicht nur für das eigene Volk hergestellt, sondern sie waren für den jeweiligen Feind im Ausland in der jeweiligen Landessprache bestimmt, oft als Karikaturen.

Typischerweise nutzen sie totalitäre Regimes zur Verbreitung ihrer Ideologie sowie die Kriegspropaganda. Ein verbreitetes Mittel der Propaganda waren sie in der Zeit des Nationalsozialismus in Deutschland. Dabei wurden von 1929 bis 1945 auch Stempelvermerke zu Propagandazwecken auf Ansichtskarten gestempelt, meist auf der Frankierseite (z. B.: „Jeder Volksgenosse Rundfunkhörer“, „Bekämpft Arbeitsnot, kauft Deutsche Waren!“ oder „Luftschutz ist nationale Pflicht. Werdet Mitglied im Reichsluftschutzbund“).

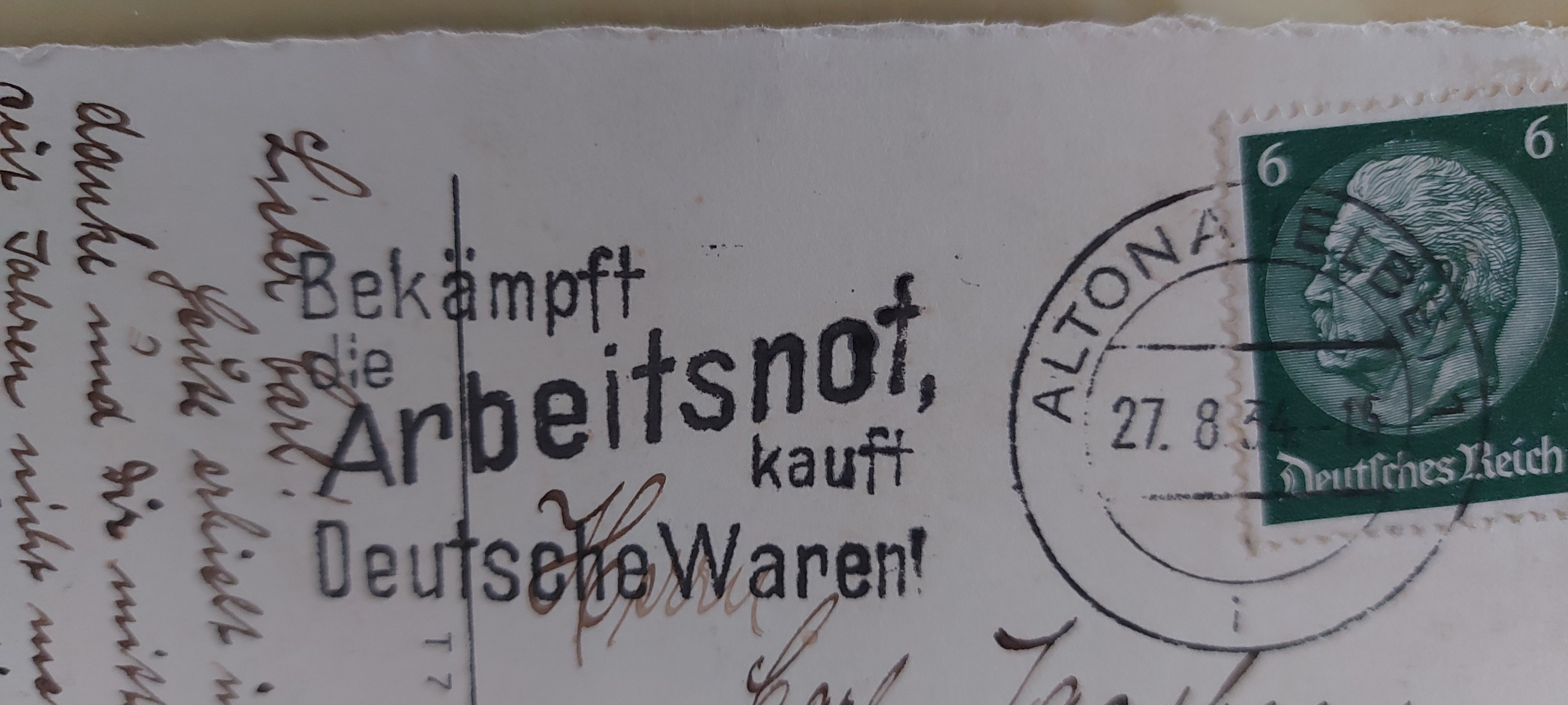
Propagandastempel auf Ansichtskarte 1934